# Puya mima
Puya mima är en gräsväxtart som beskrevs av Lyman Bradford Smith och Robert William Read. Puya mima ingår i släktet Puya och familjen Bromeliaceae. Inga underarter finns listade i Catalogue of Life.